# 旅にでる
旅にでる(Up Reisen gohn, KHM 143)は、『グリム童話』に収録されている作品である。

## あらすじ
むかしあるところに貧乏な女と息子がいた。息子は旅に出ると言った。不安な母親に対し、息子は始終「たんとない」と言うつもりであった。
漁師たちのいるところを通りかかって、「たんとない」と言ったとき、漁師たちに怒られる。網を引くと、魚はいくらも取れていなかった。何と言えばいいのかを聞き、「うんと捕れ」と教わった。
死刑執行のところを通りかかって、「うんと捕れ」と言ったとき、執行人たちに怒られる。これ以上犯罪者が増えればいいのか、と。何と言えばいいのかを聞き、「神よ、罰を受ける魂をなぐさめたまえ」と教わった。
皮はぎが馬の皮をはぐところを通りかかって、「神よ、罰を受ける魂をなぐさめたまえ」と言ったとき、皮はぎたちに怒られる。何と言えばいいのかを聞き、「堀の中にけだものの死骸がころがっている」と教わった。
馬車がいるところを通りかかって、「空堀の中にけだものの死骸がころがっている」と言ったとき、馬車が空堀に落ち、御者に怒られる。息子は家に逃げ帰り、一生涯二度と旅をしなかった。